# Чверть (одиниця площі)
Чверть (четь) — міра площі орних земель в старовинній руській системі мір. Визначалася як 0,5 десятини. Залежно від величини десятини становила 1200, 1600 і 1250 квадратних сажнів. Відома з кінця XV століття і офіційно вживалася до 1766 року.
Частина одиниці податного оподаткування, сохи в Російській державі. Використовувалася як одиниця помісного окладу посадових осіб (зазвичай під назвою «четь»).
Назва походить від древнього визначення чверті — міри площі, на яку висівали чверть жита, яка в свою чергу являла собою чверть каді або окова.